# Alassio (stacja kolejowa)
Alassio (włoski: Stazione di Alassio) – stacja kolejowa w Alassio, w prowincji Savona, w regionie Liguria, we Włoszech. Znajduje się na linii Genua–Ventimiglia.
Stacja jest zarządzana przez Rete Ferroviaria Italiana należąca do Ferrovie dello Stato.

## Budynek
Budynek pasażerski składa się z dwóch poziomów oraz wieży. Parter jest pokryty kamieniem z Pietraviva, piętro jest pomalowane na kolor łososiowo-różowy, a przestrzenie między oknami zdobią freski przedstawiające czerwone kwadraty. Na dachu jest taras chronione przez parapet, gdzie w rogach umieszczone są donice: poza parapet pojawia się w środku czterech stron budynku napis Alassio, otoczony ramką muru.
Obok budynku osobowego znajduje się kolejny niewielki budynek, w którym mieszczą się toalety. Nawet ten niewielki budynek jest ciekawy i dobrze utrzymany: składa się z jednego piętra plus małej wieży między drzwiami z dekoracjami.
Po drugiej stronie budynku (kierunek Genua) jest nadal utrzymany w doskonałym stanie, magazyn, budynek ten jest bardzo podobny do magazynów włoskiej stacji kolejowych. Stacja towarowa została rozebrana, a na jego miejscu wybudowano duży parking.

## Ruch
Obsługa pasażerów jest prowadzona pociągami regionalnymi i InterCity. Usługa jest wykonywana w imieniu regionu Liguria przez spółkę zależną Trenitalia z Ferrovie dello Stato.
Główne kierunki pociągów: Ventimiglia, Milano Centrale, Genova Brignole.